# Пал Шмит
Пал Шмит (на унгарски: Schmitt Pál) е унгарски политик от партията Фидес и спортист (фехтовач, спортен функционер). Бил е президент на Унгария от 6 август 2010 до 2 април 2012 г.

## Биография
Шмит е роден в Будапеща на 13 май 1942 г. От детска възраст се занимава с фехтовка, започва да се състезава през 1955 г., а от 1968 г. участва в националния отбор. На летните олимпийски игри през 1968 и 1972 г. участва в унгарския отбор, който получава златен медал в отборните състезания на шпага.
През 1977 г. Пал Шмит прекратява спортната си кариера и известно време работи в администрацията на Международния олимпийски комитет (МОК). През 1983 г. става член и главен секретар на Унгарския олимпийски комитет, а от 1989 до 2010 г. е негов председател. Бил е вицепрезидент на МОК (1995 – 1999). Посланик е на Унгария в Испания (1993 – 1997) и Швейцария (1999 – 2002).
През 2002 г. се кандидатира неуспешно за кмет на Будапеща като независим кандидат, подкрепен от Фидес, а през следващата година става заместник-председател на партията. През 2009 г. е избран в Европейския парламент и става негов заместник-председател. През май 2010 г. е избран за депутат в парламента на Унгария и за негов председател, а от август 2010 г. е президент на Унгария.
През януари 2012 г. се оказва в центъра на скандал, предизвикан от публикация в унгарския икономически ежеседмичник HVG. Статията разкрива, че докторската му дисертация от 1992 г. е преписана (и преведена) от работите на българския учен Николай Георгиев и на германския учен Клаус Хейнеман. След извършена проверка, доказала плагиатството, Университетът по медицина и спорт „И. Земелвайс“ в Будапеща му отнема докторската степен на 29 март 2012 г.
Заради скандала Шмит подава оставка пред Парламента като президент на 2 април 2012 г.
Съпругата му е бившата унгарска гимнастичка Каталин Макраи (Makray Katalin, р. 1945), вицешампионка на успоредка от Олимпийските игри през 1964 г.